# As Intermitências da Morte
As Intermitências da Morte é um livro do escritor português José Saramago publicado em 2005. Sua frase inicial "No dia seguinte ninguém morreu" é ponto de partida para ampla divagação sobre a vida, a morte, o amor e o sentido, ou a falta dele, da nossa existência.
Fiel ao seu estilo e ainda mais sarcástico e irônico, Saramago vai além de reflexões existenciais, fazendo uma dura crítica a sociedade moderna (o país da obra é fictício) ao relatar as reações da Igreja, do Governo, do Clero, dos repórteres, dos filósofos, dos economistas, das funerárias, casas de pensão, hospitais, seguradoras, das famílias com um moribundo em casa, da máphia, etc.

## Enredo

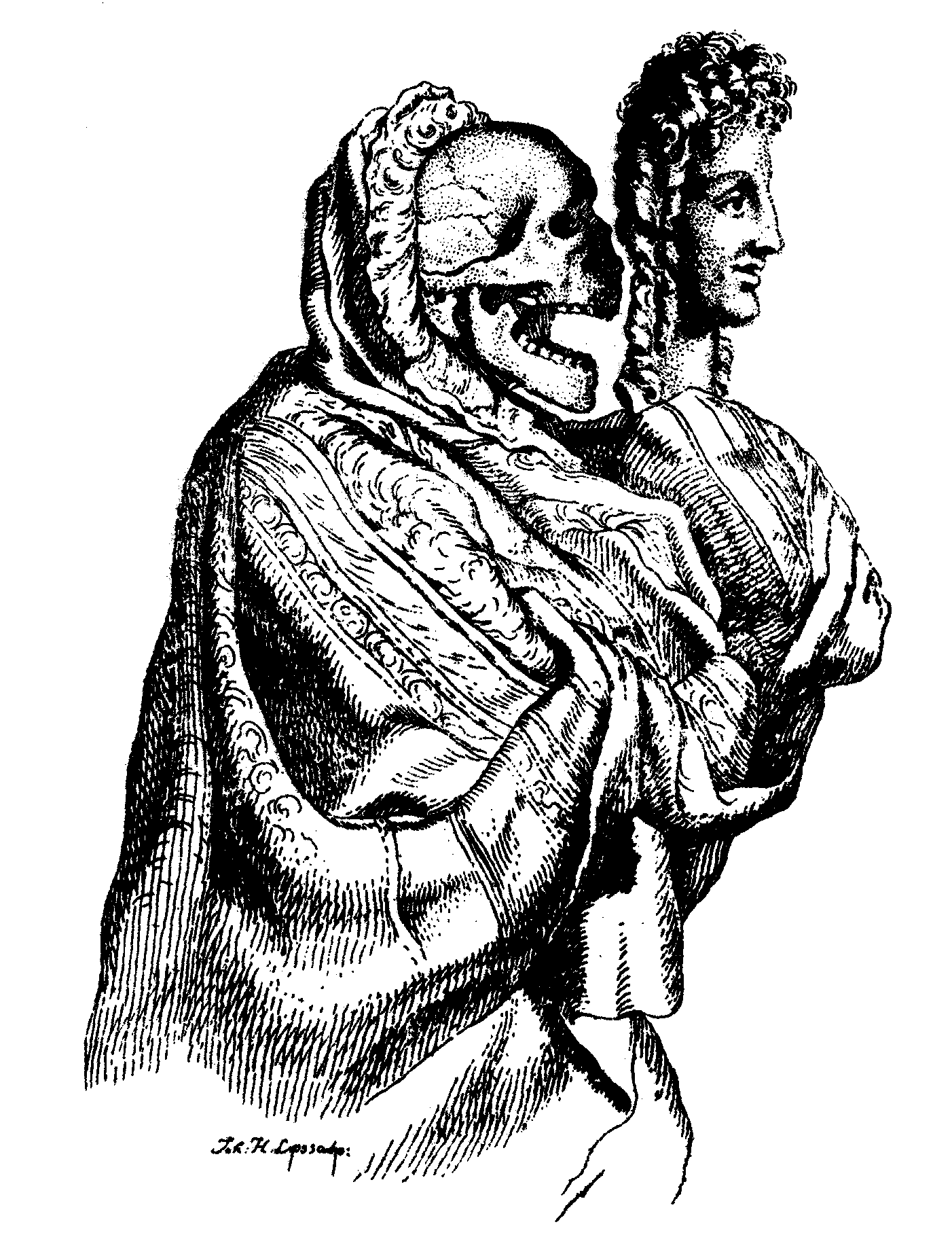
Physiognomische Fragmente, 1775-78, representa o rosto da morte encoberta pela máscara de uma mulher, como na obra de Saramago

Pode-se dividir a obra em três partes. A primeira é a intermitência da morte, uma visão panorâmica dos fatos a partir do dia 1º de janeiro, quando ninguém mais morreu naquele país. Aqui são abordados os paradoxos da ausência da morte, conflitos, discussões e soluções para o problema dos que não morrem nem podem voltar a viver, os moribundos.
No sétimo capítulo há uma carta encaminhada pela morte a uma emissora de televisão, para que seja levada a público a notícia de seu retorno. Contudo, o retorno dar-se-á sob novas regras: “a partir da meia-noite de hoje se voltará a morrer tal como sucedia, sem protestos notórios (...) ofereci uma pequena amostra do que para eles seria viver para sempre (...) a partir de agora toda a gente passará a ser prevenida por igual e terá um prazo de uma semana para pôr em dia o que ainda lhe resta na vida”. Para cada um a quem estivesse a chegar a temida hora da partida sem volta, o tal prazo de sete dias seria precedido pelo recebimento de uma carta, de autoria da morte, anunciando-lhe a “rescisão deste contrato temporário a que chamamos vida”. Este novo sistema de anunciação e a reação das pessoas - também calamitosa - tomará os próximos três capítulos.
No décimo capítulo, uma dessas cartas - que deveria ser recebida por um violoncelista - é devolvida à remetente (tal como o pode ocorrer em autênticas correspondências postais), e a partir daí há uma narração mais clássica com personagens (a morte e o músico), espaço e conflitos bem definidos. Nesta parte a morte é humanizada, para muitos o ponto alto do livro. Gabriel Perisséu, escritor e crítico, afirma que "importa saborear a sabedoria com que o autor aborda a personificação da morte e a necessidade que esta sente (feminina ela se apresenta) de ser amada".

## Discussões acerca da linguagem e da obra
“As palavras também têm a sua hierarquia, o seu protocolo, os seus títulos de nobreza, os seus estigmas de plebeu.”
Aliando-se a uma tendência de desconstrução surgida no século XX, o narrador em Saramago por diversas vezes dialoga com o leitor, rompe o fluxo ficcional para discussões sobre o léxico ou sobre a própria narrativa. Em certo momento o narrador brinca com a verosimilhança ao dizer que o leitor perguntará como a morte pagou os ingressos com os quais veria uma apresentação do músico (quando, na verdade, a própria existência física da morte já seria racionalmente inverosímil).

## Passagens e excertos
- "mas a vantagem da igreja é que, embora às vezes o não pareça, ao gerir o que está no alto, governa o que está em baixo. (...) a nossa outra especialidade, além da balística, tem sido neutralizar, pela fé, o espírito curioso".[1]
- “de deus e da morte não se tem contado senão histórias, e esta é mais uma delas.”, página 146;
- “Os amantes da concisão, do modo lacónico, da economia de linguagem, decerto se estarão perguntando porquê, sendo a ideia assim tão simples, foi preciso todo este arrazoado para chegarmos enfim ao ponto crítico. A resposta também é simples, e vamos dá-la utilizando um termo actual, moderníssimo, com o qual gostaríamos de ver compensados os arcaísmos com que, na provável opinião de alguns, hemos salpicando de mofo este relato, Por mor do background.”, página 67;
- “É possível que só uma educação esmerada, daquelas que já se vêm tornando raras, a par, talvez, do respeito mais ou menos supersticioso que nas almas timoratas a palavra escrita costuma infundir, tenha levado os leitores, embora motivos não lhes faltassem para manifestar explícitos sinais de mal contida impaciência, a não interromperem o que tão profusamente viemos relatando e a quererem que se lhes diga o que é que, entretanto, a morte andou a fazer desde a noite fatal em que anunciou o seu regresso.”, página 123;
- “Por um instante a morte soltou-se a si mesma, expandindo-se até às paredes, encheu o quarto todo e alongou-se como um fluido até à sala contígua, aí uma parte de si deteve-se a olhar o caderno que estava aberto sobre uma cadeira, era a suite número seis opus mil e doze em ré maior de johann sebastian bach composta em cöthen e não precisou de ter aprendido música para saber que ela havia sido escrita, como a nona sinfonia de beethoven, na tonalidade da alegria, da unidade entre os homens, da amizade e do amor. Então aconteceu algo nunca visto, algo não imaginável, a morte deixou-se cair de joelhos, era toda ela, agora, um corpo refeito, e por isso é que tinha joelhos, e pernas, e pés, e braços, e mãos, e uma cara que entre as mãos escondia, e uns ombros que tremiam não se sabe porquê, chorar não será, não se pode pedir tanto a quem sempre deixa um rasto de lágrimas por onde passa, mas nenhuma delas que seja sua. Assim como estava, nem visível nem invisível, em esqueleto nem mulher, levantou-se do chão como um sopro e entrou no quarto.", páginas 152 e 153
- Permaneceu no quarto durante todo o dia, almoçou e jantou no hotel. Viu televisão até tarde. Depois meteu-se na cama e apagou a luz. Não dormiu. A morte nunca dorme.", página 189;
- “(...) Não entendo nada, falar consigo é o mesmo que ter caído num labirinto sem portas, Ora aí está uma excelente definição da vida, Você não é a vida, Sou muito menos complicada que ela, (...)”, página 198.